# Schefflera ramosissima
Schefflera ramosissima är en araliaväxtart som beskrevs av José Cuatrecasas. Schefflera ramosissima ingår i släktet Schefflera och familjen araliaväxter.
Artens utbredningsområde är Colombia. Inga underarter finns listade.